# Thomas Cromwell, 1. Earl of Essex

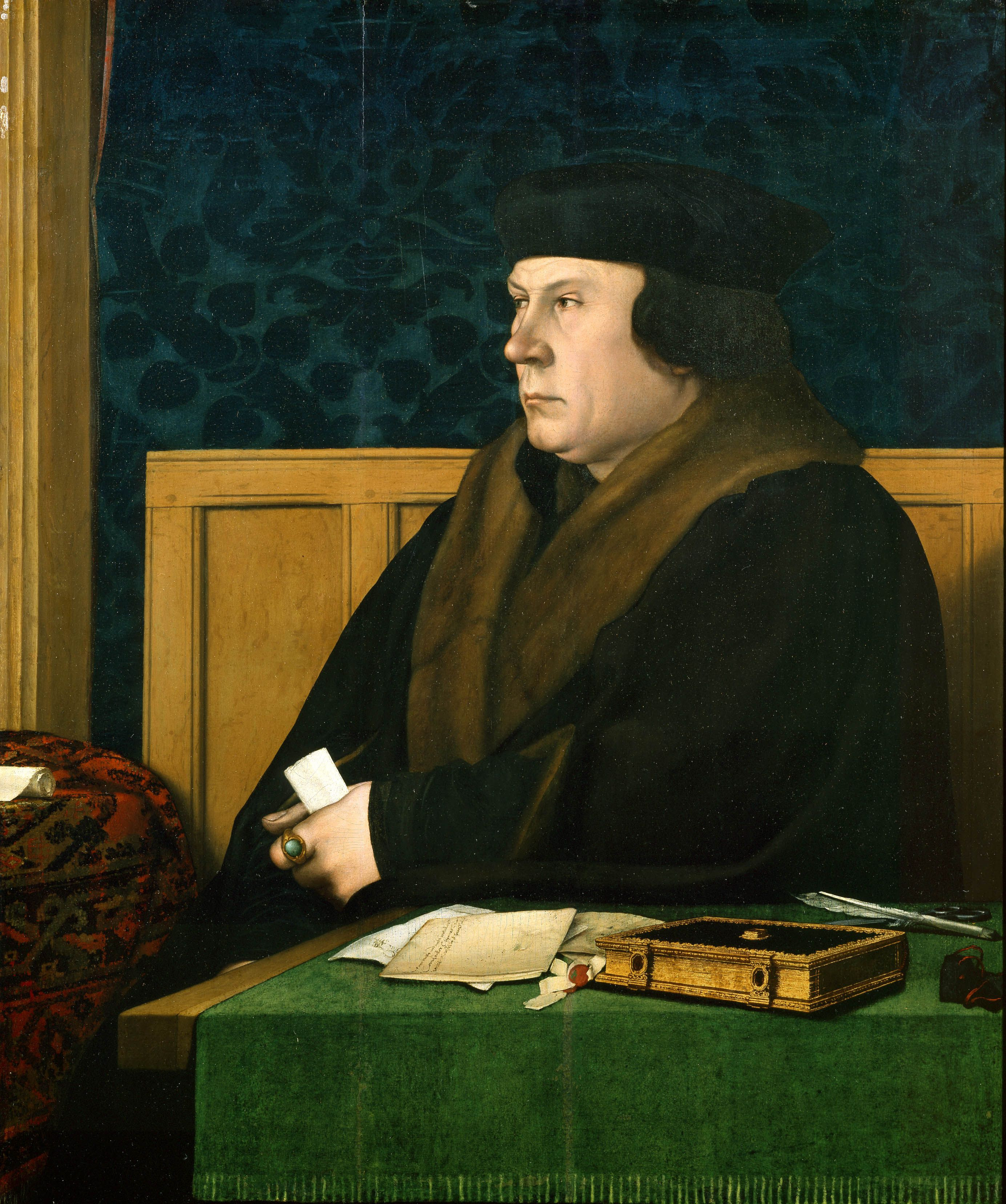
Thomas Cromwell, 1. Earl of Essex, von Hans Holbein

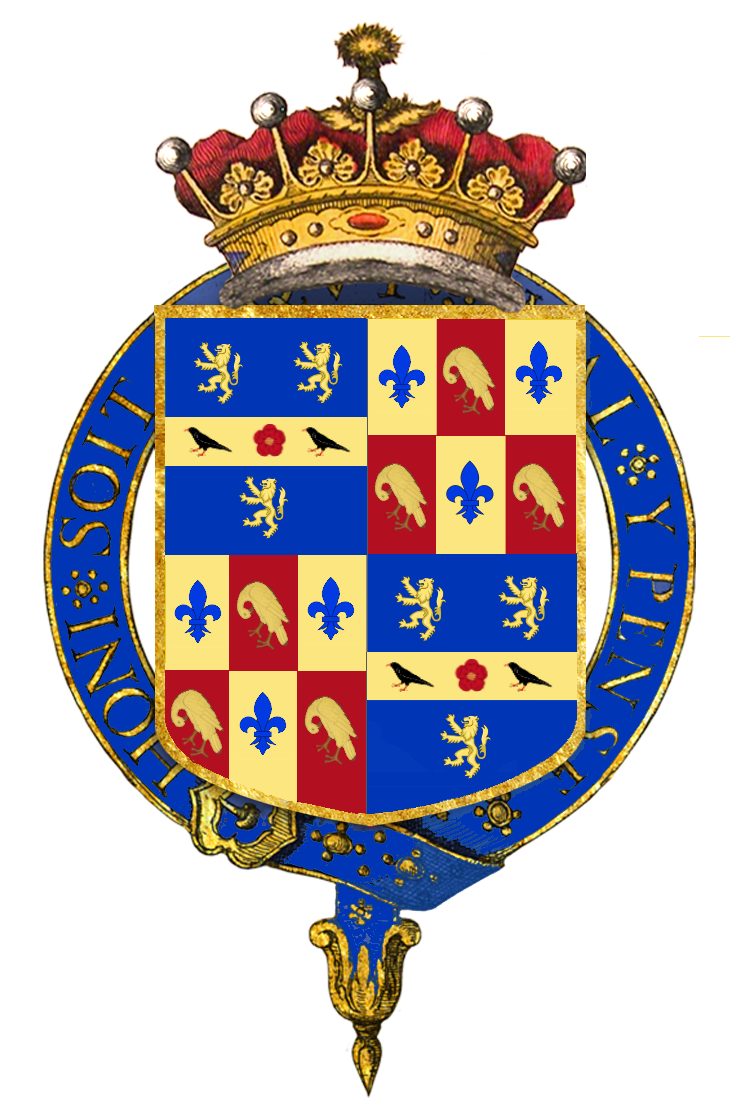
Wappen des Thomas Cromwell, 1. Earl of Essex

Thomas Cromwell, 1. Earl of Essex (* um 1485 in Putney, London; † 28. Juli 1540 in London) war ein englischer Staatsmann unter Heinrich VIII. und der Urgroßonkel von Oliver Cromwell. Er gilt als der Konstrukteur der Henry’schen Reformation in England. Die Institutionen des englischen Staates wurden durch die Verwaltungsreformen Cromwells modernisiert. Er betrieb die Enteignung der englischen Klöster, was ihm den Beinamen Hammer der Mönche einbrachte.
Durch seine Politik wurde die Autorität des Königs im Norden Englands gestärkt, und in Irland wurde mit der Kirchenreform begonnen. Cromwell hatte maßgeblichen Anteil daran, dass Wales durch die Gesetze zur Eingliederung von Wales 1535–1542 endgültig an England angegliedert wurde. Er gilt auch als Konstrukteur eines bedeutenden konstitutionellen Prinzips, des „King-in-Parliament“. In den 1530er Jahren führte er bedeutende soziale und wirtschaftliche Reformen in England durch. Er unterstützte die Erzeugung und den Export englischer Wollstoffe. Er brachte den Buggery Act 1533 in das englische Parlament ein, der bis 1828 in Kraft war und Homosexualität, Analverkehr sowie Sodomie unter Todesstrafe stellte. 1540 fiel er beim König in Ungnade, wurde verhaftet und unter der Anklage des Hochverrats und der Ketzerei hingerichtet.

## Familie
Thomas Cromwell war der einzige Sohn eines Brauers und Schmiedes aus Putney, Walter Cromwell (um 1463–1510), genannt Smyth. Er hatte zwei (oder drei) Schwestern, eine davon hieß Catherine. Sein Großvater John Cromwell scheint zur angesehenen Familie Cromwell aus Nottinghamshire gehört zu haben, deren bekanntester Vertreter Ralph Cromwell, 3. Baron Cromwell (1394–1456) war, der von 1433 bis 1444 das Amt des Lord High Treasurer ausübte. Johns Sohn Walter scheint den Namen Smyth angenommen zu haben, weil er bei seinem Onkel William Smyth, einem Waffenschmied in Wimbledon, in die Lehre gegeben wurde.
Um 1512 heiratete Thomas Cromwell Elizabeth Wykes. Wenig ist bekannt über seine Ehe, doch es ist sicher, dass zumindest zwei Töchter und ein Sohn das Kindesalter überlebten. Allerdings starben 1527/28 seine Frau und seine zwei Töchter Anne und Grace (vermutlich) an dem Fieber, das heute Englischer Schweiß genannt wird. Fortan war ihm nur noch sein Sohn Gregory geblieben, der ihm alles bedeutete und für dessen Wohl und Zukunft er alles tat.
Gregory Cromwell, 1. Baron Cromwell (um 1520–1551), heiratete am 3. August 1537 Elizabeth Seymour, die Schwester der Königin Jane Seymour. Sie hatten fünf Kinder: Henry, 2. Baron Cromwell, Edward, Thomas, Catherine und Frances. Thomas war ab 1523 Abgeordneter im englischen Unterhaus, und seine Aufzeichnungen über die Parlamentsarbeit sind eine wichtige historische Quelle.
Der englische Lordprotektor Oliver Cromwell war als Nachkomme von Thomas Cromwells Schwester sein Urgroßneffe.

## Karriere und Fall
Als junger Mann verließ Cromwell England und reiste längere Zeit durch Italien, erst als Söldner, später als Tuchhändler. Auch seine Frau war die Tochter eines Kaufmanns. Nach seiner Rückkehr nach England studierte er englisches Recht an der Rechtsschule Gray’s Inn. Thomas Cromwell trat vor 1520 als Jurist in die Dienste des Kardinals Wolsey. 1523 wurde er Mitglied des Parlaments. Nach Wolseys Sturz 1529 gewann er die Gunst Heinrichs VIII.
Von dieser Zeit an begann sein kontinuierlicher Aufstieg. Seit 1531 gehörte er zu den Vertrauten des Königs. Am 12. April 1533 wurde Cromwell zum Schatzkanzler, am 15. April 1534 zum königlichen Sekretär und am 8. Oktober 1534 zum Master of the Rolls ernannt.
Unter seiner Leitung nahm das Parlament 1534 die Suprematsakte an, die den König anstelle des Papstes zum Oberhaupt der Englischen Kirche machte. Damit wurde die Scheidung Heinrichs VIII. von Katharina von Aragon und seine Hochzeit mit Anne Boleyn ermöglicht. Cromwell gilt aber auch als Architekt des Sturzes von Anne Boleyn im Frühjahr 1536.
Indem er mit Billigung des Königs aufgrund zweifelhafter Aussagen dessen zweite Ehefrau des Ehebruchs mit drei Höflingen und des Inzests mit ihrem Bruder George Boleyn, Viscount Rochford, und somit des Hochverrats anklagte, bereitete Cromwell den Weg für die dritte Ehe Heinrichs VIII. mit Jane Seymour. Die Hochzeit Heinrichs mit Jane Seymour fand am 30. Mai 1536 statt, nur zwei Wochen nach Anne Boleyns Hinrichtung.
Im Juli 1536 folgten die Erhebung zum Baron Cromwell, of Wimbledon in the County of Surrey, und Ernennung zum Lordsiegelbewahrer. Des Weiteren wurde er im gleichen Jahr einige Monate später als Knight Companion in den Hosenbandorden aufgenommen und als Generalvikar Stellvertreter des Königs mit absoluter Gewalt über die Kirche, deren Umwandlung im Sinne des Königs er durchführte. Sein Vorgehen bei der Auflösung der englischen Klöster verschaffte ihm den Beinamen Hammer der Mönche. Ein weiterer Beiname des Thomas Cromwell war Sendbote des Teufels.

Cromwell stieg zum Führer der eigentlich protestantischen Partei am Hofe Heinrichs VIII. auf. Am 17. April 1540 wurde er zum Earl of Essex und zum Lord Great Chamberlain erhoben. Er vermittelte die Ehe Heinrichs mit Anna von Kleve, um dadurch Verbindungen mit den deutschen Protestanten zu knüpfen. Doch die Intrigen der katholischen Partei unter dem Duke of Norfolk und dem Bischof Gardiner sowie des Königs Widerwille gegen die ihm von Cromwell aufgedrängte Ehe führten den Sturz des Ministers herbei. Durch die Ehe mit Anna von Kleve war zwar das Vertrauen des Königs in seinen Ersten Minister erschüttert, jedoch nicht völlig zerstört. Der wahre Grund für den Fall Cromwells war im Glauben zu finden: Cromwell war – wie auch alle anderen Protestanten – der Meinung, allein der Glaube (und nicht die Taten) zähle für Gottes Vergebung. Heinrich VIII. erkannte dies jedoch nicht an, was bei einer Predigt in der vorösterlichen Fastenzeit offenbar wurde.

## Hinrichtung
Cromwell wurde am 10. Juni 1540 zu Beginn einer Sitzung des Kronrats verhaftet und des Hochverrats und der Ketzerei angeklagt, zum Tode verurteilt und am 28. Juli 1540 auf dem Tower Hill hingerichtet. Thomas Cromwells Kopf wurde – mit von London abgewandtem Gesicht – auf der London Bridge ausgestellt. In seiner Rede auf dem Schafott bekannte er, dass er als Katholik sterbe: „Ich sterbe im katholischen Glauben und zweifle an keinem Gebot meines Glaubens, noch zweifle ich an einem Sakrament der Kirche.“ (I die in the Catholic faith, not doubting in any article of my faith, no nor doubting any sacrament of the church.) Dies geschah zum Schutz seiner Familie. Der zeitgenössische Tudor-Chronist Edward Hall schrieb über den Tag, als Cromwell gestürzt wurde:

“Many lamented but more rejoiced, and specially such as either had been religious men, or favoured religious persons; for they banqueted and triumphed together that night, many wishing that that day had been seven year before; and some fearing lest he should escape, although he were imprisoned, could not be merry. Others who knew nothing but truth by him both lamented him and heartily prayed for him. But this is true that of certain of the clergy he was detestably hated, & specially of such as had borne swynge, and by his means was put from it; for in dead he was a man that in all his doings seemed not to favour any kind of Popery, nor could not abide the snoffyng pride of some prelates, which undoubtedly, whatsoever else was the cause of his death, did shorten his life and procured the end that he was brought unto.”

„Viele wehklagten, aber noch mehr frohlockten, besonders diejenigen, welche Ordensleute waren oder Ordensleuten zugeneigt waren; denn an diesem Abend feierten sie ein Festmahl und triumphierten zusammen, und viele wünschten, dass dieser Tag schon sieben Jahre früher gekommen wäre. Einige fürchteten, dass er noch fliehen könnte, obwohl er im Gefängnis saß, und konnten sich deshalb nicht freuen. Andere, die die Wahrheit über ihn wussten, beweinten ihn und beteten für ihn von Herzen. Aber es ist wahr, dass er von bestimmten Geistlichen furchtbar gehasst wurde, besonders von denen, die einen unkontrollierten Lebenswandel geführt hatten und die durch seinen Einfluss davon abgebracht wurden. Denn in der Tat war er ein Mann, der bei allen seinen Taten keinerlei Art von Papisterei [Anhängerschaft an den Papst] duldete und der sich nicht mit dem hochmütigen Stolz einiger Prälaten abfinden konnte, die zweifellos, was auch immer sonst die Ursache seines Todes war, sein Leben verkürzten und das Ende herbeiführten, das ihm bereitet wurde.“

Der englische Dichter Thomas Wyatt sah Thomas Cromwell sterben und spielt in seinem Sonett Nr. 29 auf den Tod seines Patrons und Freundes an:
| Englisches Original                              | Deutsche Übersetzung                                                               |
| The pillar perished is whereto I leaned,         | Der Pfeiler ging zugrunde, an den ich mich lehnte,                                 |
| The strongest stay of my unquiet mind;           | der stärkste Halt für meinen unruhigen Geist;                                      |
| The like of it no man again can find -           | seinesgleichen kann kein Mensch je wieder finden,                                  |
| From east to west, still seeking though he went. | und wenn er vom Osten bis zum Westen suchen ginge.                                 |
| To mine unhap! For hap away hath rent            | Und das zu meinem Unglück! Denn zerrissen hat das Schicksal                        |
| Of all my joy the very bark and rind,            | selbst die Borke und die Rinde (d. h. die eigentliche Substanz) all meiner Freude, |
| And I, alas, by chance am thus assigned          | und ich, ach, bekam so das Schicksal zugeteilt,                                    |
| Dearly to mourn till death do it relent.         | bitterlich zu trauern, bis der Tod ein Einsehen hat.                               |
| But since that thus it is by destiny,            | Doch weil es so nun einmal vom Geschick gefügt ist,                                |
| What can I more but have a woeful heart,         | was ich kann mehr als ein trauriges Herz haben,                                    |
| My pen in plaint, my voice in woeful cry,        | meine Schreibfeder in Klage, meine Stimme in traurigem Geschrei,                   |
| My mind in woe, my body full of smart,           | mein Geist in Trauer, mein Körper voller Schmerzen,                                |
| And I myself, myself always to hate              | und ich muss mich selbst, mich selbst immer verabscheuen,                          |
| Till dreadful death do ease my doleful state.    | bis der schreckliche Tod meinen kummervollen Zustand lindert.                      |

Wie der französische Botschafter Charles de Marillac am 3. März 1541 berichtete, bereute Heinrich VIII. später die Hinrichtung Cromwells mit folgender Klage über seine Minister: […] upon light pretexts, and by false accusations, they made him put to death the most faithful servant he ever had. (Übersetzung: […] mit oberflächlichen Vorwänden und falschen Anklagen hätten sie ihn [Heinrich VIII.] den treuesten Diener, den er je hatte, hinrichten lassen). Damit war Thomas Cromwell unter allen Opfern Heinrichs VIII. das einzige, das postum einen königlichen Pardon erhielt.

## Darstellung in Theater, Film und Romanen

### Theater
- In dem von Shakespeare stammenden Drama Heinrich VIII. tritt Cromwell als Wolseys Diener auf.
- 1602 erschien das mit dem Vermerk "written by W. S." gedruckte Schauspiel Thomas Lord Cromwell, das eventuell ebenfalls Shakespeare zuzuschreiben ist.
- In dem (verfilmten) Theaterstück A Man For All Seasons von Robert Bolt über Thomas Morus tritt Cromwell als dessen Gegenspieler auf.

### Film
- Cromwell wurde 1933 von Franklin Dyall in dem britischen Spielfilm Das Privatleben Heinrichs VIII. gespielt.
- In der Oscar-prämierten Verfilmung aus dem Jahre 1966 Ein Mann zu jeder Jahreszeit von Fred Zinnemann wird Cromwell von Leo McKern dargestellt.
- In dem Spielfilm Königin für tausend Tage von 1969 spielte John Colicos die Rolle des Cromwell.
- In der 1970 gedrehten britischen Filmkomödie aus der Carry-On-Filmreihe, Carry On Henry (deutscher Titel: Heinrichs Bettgeschichten oder Wie der Knoblauch nach England kam), einer Parodie auf die Geschichte von Heinrich VIII und seinen Frauen, wird Cromwell von Kenneth Williams verkörpert.
- In der Fernsehserie Die Tudors (2007–2010) spielt James Frain in 24 Folgen der ersten drei Staffeln Thomas Cromwell.
- In der 6-teiligen BBC-Serie Wolf Hall (Januar–Februar 2015), die auf Hilary Mantels Romanvorlage basiert, ist Cromwell, dargestellt von Mark Rylance, die Hauptfigur.

### Romane
- C. J. Sansom: Dissolution. Viking Penguin Verlag, 2003. (dt. Ausgabe Pforte der Verdammnis. Fischer Verlag, Frankfurt 2004, ISBN 3-596-15840-0)
- C. J. Sansom: Dark Fire. Macmillan Verlag, 2004. (dt. Ausgabe Feuer der Vergeltung. Fischer Verlag, Frankfurt 2005, ISBN 3-502-10075-6)
- C. J. Sansom: Sovereign, 2006. (dt. Ausgabe Der Anwalt des Königs. Fischer Taschenbuchverlag, Frankfurt am Main 2009, ISBN 978-3-596-17567-3)
- C. J. Sansom: Revelation, 2008 (dt. Ausgabe Das Buch des Teufels. Fischer Taschenbuchverlag, Frankfurt am Main 2010, ISBN 978-3-596-18671-6)
- C. J. Sansom: Heartstone, 2010 (dt. Ausgabe Pfeil der Rache. Fischer Taschenbuchverlag, Frankfurt am Main 2011, ISBN 978-3-596-19105-5)
- C. J. Sansom: Lamentation, 2014 (dt. Ausgabe Die Schrift des Todes. Fischer Taschenbuchverlag, Frankfurt am Main 2015, ISBN 978-3-596-03337-9)
- Hilary Mantel: Wolf Hall. Fourth Estate, London 2009, ISBN 978-0-00-723018-1. (Dieser Roman, der die Zeit bis zur Hinrichtung Thomas Morus’ umfasst, wurde 2009 mit dem Booker Prize ausgezeichnet.) – Dt. Ausgabe: Wölfe, (Übersetzung von Christiane Trabant), Dumont, Köln 2010.
- Hilary Mantel: Bring up the Bodies. Fourth Estate, London 2012, ISBN 978-0-00-731509-3. (Dieser Roman bildet den zweiten Teil der „Thomas-Cromwell-Trilogie“ von Hilary Mantel und wurde 2012 mit dem Booker Prize ausgezeichnet.) – Dt. Ausgabe: Falken, Dumont 2013
- Hilary Mantel: The Mirror and the Light, Fourth Estate, London 2020, ISBN 978-0-00-748099-9. (Dritter und letzter Teil der „Thomas-Cromwell-Trilogie“ von Hilary Mantel, umfasst die Zeit von der Hinrichtung Anne Boleyns bis zur Hinrichtung Thomas Cromwells).  Dt. Ausgabe: Spiegel und Licht, (Übersetzung von Werner Löcher-Lawrence,) Dumont, Köln 2020, ISBN 978-3-8321-9724-7.
- Rebecca Gablé: Der dunkle Thron. Bastei Lübbe (Lübbe Ehrenwirth), 2011, ISBN 978-3-431-03840-8.